# 弗里茨·伦敦
弗里茨·沃尔夫冈·伦敦（英語：Fritz Wolfgang London，1900年3月7日—1954年3月30日），犹太裔德国物理学家，杜克大学教授。 他对化学键理论和对分子间作用力（伦敦色散力）的基础性的贡献如今已经写入了物理化学的标准教材。他和兄弟海因茨·伦敦对理解超导体的电磁性质做出了巨大贡献，提出了伦敦方程。他曾五次被提名诺贝尔化学奖。 

## 生平
伦敦出生于德国的布雷斯劳（现在的波兰弗罗茨瓦夫），是弗朗茨·伦敦（1863-1917）的儿子。在希特勒的纳粹党通过了1933年种族歧视法案后，伦敦因其犹太血统失去了在柏林大学的工作。他在英格兰和法国担任访问学者，并于1939年移民到了美国，1945年成为入籍公民。后来，伦敦在杜克大学担任教授。 
1953年，他被授予洛伦兹奖章。
1954年，他因心脏疾病在北卡罗来纳州达勒姆逝世。

## 学术成就

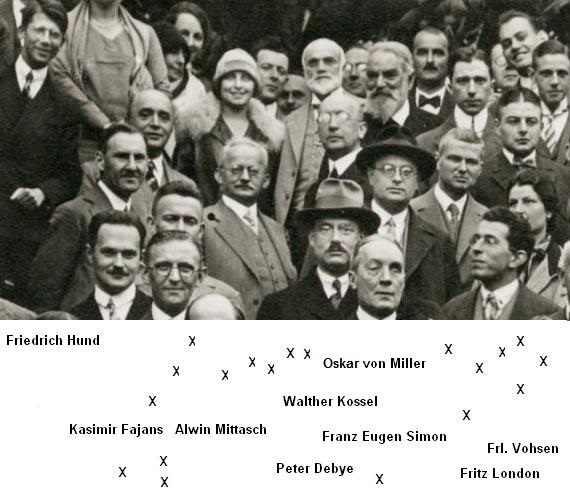
弗里茨·伦敦在本生大会，慕尼黑，1928年

倫敦與瓦尔特·海特勒 (Walter Heitler) 早期在化學鍵方面的研究現在在任何物理化學教科書中都有涉及。 這篇論文是第一篇正確解釋同核分子（例如 H2）中的鍵結的論文。 海森堡和薛定谔引入量子力學後不久，海特勒-倫敦研究的出現並非巧合，因為量子力學對於他們對共價鍵的解釋至關重要。 另一個必要的因素是認識到電子是不可區分的，正如泡利原理所表達的。
倫敦的其他早期工作是在分子间作用力領域。 他創造了「色散效應」這一表述來描述兩個稀有氣體原子之間相距較遠（例如約 1 纳米）的吸引力。 如今，這個吸引力通常被稱為“倫敦力”。 1930 年，他（與艾森施茨 (R. Eisenschitz) 一起） 對兩個惰性氣體原子之間的相互作用進行了統一處理，這兩個惰性氣體原子在遠距離處相互吸引，但在短距離處相互排斥。 艾森施茨和倫敦表明，這種排斥是在電子排列下強制電子波函數反對稱的結果。 這種反對稱性是泡利原理和電子是費米子這一事實所要求的。
對於原子和非極性分子，倫敦色散力是唯一的分子間力，也是它們在液態和固態中存在的原因。 對於極性分子，該力是范德華力的一部分，以及永久分子偶極矩之間的力。
倫敦是第一位提出這一基本觀點（當時頗受爭議）的理論物理學家，即超流体與玻色子的愛因斯坦凝聚有內在聯繫，這種現象現在被稱為玻色–爱因斯坦凝聚。 玻色認識到無質量光子的統計也可以應用於大質量粒子; 他沒有對玻色子凝聚理論做出貢獻。
倫敦也是當時新的量子力學背景下正確理解局域規範不變性（Weyl）原理的早期作者之一（包括薛定谔）。
倫敦預測了超導體中通量量子化的影響，並與他的兄弟海因茨一起假設超導體的電動力學是由一個巨大的場來描述的。 IE。 當磁通量從超導體中排出時，這種情況在有限長度上呈指數規律地發生，其指數現在稱為倫敦穿透深度。
倫敦也發展了超導體旋轉響應理論，指出超導體的旋轉產生磁場倫敦矩。 這種效應用於中子星旋轉動力學模型。